# تشوش ذهني
التشوش الذهني(1) هو مصطلحٌ طبي يُعبر عن حالةٍ يكون فيها الفرد مشوشًا أو غير صافٍ ذهنيًا. يُستعمل مُصطلح التشوش الذهني الحاد عادةً بالتناوب مع مُصطلح الهذيان في منشورات التصنيف الدولي للأمراض ونظام فهرسة المواضيع الطبية لوصف المرضية. يُشير هذا المصطلح إلى فقدان التوجه والاهتداء أو فقدان القُدرة على تحديد موضع نفسه في العالم بشكلٍ صحيحٍ حسب الوقت والموقع والهوية الشخصية. يرتبطُ التشوش الذهني أحيانًا مع اضطرابٍ في الوعي (القدرة على التفكير المُستقيم) وفقدان الذاكرة (عدم القدرة على تذكر الأحداث الماضية بشكلٍ صحيح أو عدم القدرة على تعلم أمورٍ جديدة).

## الأسباب
قد ينجم التشوش الذهني عن التأثيرات الجانبية للأدوية أو عن خلل دماغي مفاجئ نسبيًا. وغالبًا ما يُطلق على التشوش الحاد مصطلح الهذيان (Delirium) أو "الحالة التشوشية الحادة" (Acute Confusional State)، رغم أن الهذيان يشمل طيفًا أوسع من الاضطرابات مقارنة بالتشوش البسيط. وتشمل هذه الاضطرابات: عدم القدرة على تركيز الانتباه، وضعف الوعي، واضطرابات في الإدراك الزمني أو المكاني (الزمان والمكان). كما قد ينتج التشوش الذهني عن أمراض دماغية عضوية مزمنة، مثل الخرف (Dementia). من الأسباب الأخرى المحتملة للتشوش الذهني الحاد أو المزمن:
- التفاعل الحاد مع الضغوط النفسية (Acute Stress Reaction)
- إدمان الكحول (Alcoholism)
- فقر الدم (Anemia)
- سمية مضادات الكولين (Anticholinergic Toxicity).2
- القلق (Anxiety)
- تلف الدماغ (Brain Damage)
- ورم دماغي (Brain Tumor)
- ارتجاج الدماغ (Concussion)
- الجفاف (Dehydration)
- اعتلال الدماغ (Encephalopathy)
- نوبة صرعية (Epileptic Seizure)
- الاكتئاب (Depression)
- الإرهاق (Fatigue)
- الحمى (Fever)
- إصابة الدماغ (Brain Injury)
- ضربة الشمس (Heat Stroke)
- نقص سكر الدم (Hypoglycemia)
- انخفاض حرارة الجسم (Hypothermia)
- قصور الغدة الدرقية (Hypothyroidism)
- اضطراب الرحلات الجوية الطويلة (Jet Lag)
- الفشل الكلوي (Kidney Failure)
- التهاب الكلية الحاد (Pyelonephritis)
- الحماض اللبني (Lactic Acidosis)
- حمى لاسا (Lassa Fever)
- خرف أجسام ليوي (Lewy Body Dementia)
- عدوى الليستيريا (Listeria)
- داء لايم (Lyme Disease)
- التهاب السحايا (Meningitis)
- اكتئاب ما بعد الولادة والذهان التالي للولادة (Postpartum Depression & Postpartum Psychosis)
- الاضطرابات الذهانية (Psychotic Disorders)
- متلازمة راي (Reye's Syndrome)
- حمى الجبال الصخرية المبقعة (Rocky Mountain Spotted Fever, RMSF)
- الفصام (Schizophrenia)
- متلازمة المبنى المريض (Sick Building Syndrome)
- انقطاع النفس أثناء النوم (Sleep Apnea)
- السكتة الدماغية (Stroke)
- الحمى الصفراء (Yellow Fever)
- الأمراض المنقولة جنسيًا (STDs & STIs)
- العدوى العقدية (Streptococcal Infections)
- التسمم (Toxicity)
- متلازمة الصدمة السمية (Toxic Shock Syndrome)
- النوبة الإقفارية العابرة (Transient Ischemic Attack, TIA)
- نقص فيتامين بي 12 (Vitamin B12 Deficiency)
- البورفيريا الحادة (Acute Porphyria)
- فيروس غرب النيل (West Nile Virus)

### التشخيص التفريقي
تُعد الأدوية الدوبامينية (Dopaminergic Drugs) المستخدمة في علاج داء باركنسون، والمدرات البولية (Diuretics)، ومضادات الاكتئاب ثلاثية ورباعية الحلقات (Tricyclic and Tetracyclic Antidepressants)، والبنزوديازيبينات (Benzodiazepines)، والكحول، من أكثر الأسباب شيوعًا للتشوش الذهني الحاد الناتج عن الأدوية. يُعد كبار السن، وخاصة المصابين بالخرف مسبقًا، الأكثر عرضة للإصابة بحالات التشوش الذهني الحاد الناتجة عن الأدوية.
تشير أبحاث حديثة إلى وجود علاقة بين نقص فيتامين D وضعف الوظائف الإدراكية (Cognitive Impairment)، والتي تشمل ما يُعرف بـ"ضبابية الدماغ" (Brain Fog).

## الهوامش
1. التشوش الذهني أو الارتباك الذهني (بالإنجليزية: Mental confusion)‏ أو اختصارًا التشوش أو الارتباك (بالإنجليزية: Confusion)‏، كما تُسمى الاختلاط الذهني أو البلبلة الذهنية أو التخليط الذهني
.
أما التسمية الإنجليزية (Confusion) فهي من أصلٍ لاتيني، وتعني التدفق/المزج/الاختلاط سويًا.
2 سمية مضادات الكولين: حالة ناجمة عن زيادة تأثيرات الأدوية أو المواد التي تثبط نشاط الناقل العصبي أستيل كولين، وتؤدي إلى أعراض عصبية ونفسية وجسدية.

### باللغة الإنجليزية
1. ↑  Confusion Definition في قاموس أكسفورد الإنجليزي أونلاين. نسخة محفوظة 2012-06-28 على موقع واي باك مشين.
2. ↑  Delirium, Symptom Finder online. نسخة محفوظة 2019-05-13 على موقع واي باك مشين.
3. ↑  confusion in TheFreeDictionary, citing: Dorland's Medical Dictionary for Health Consumers; 2007; Saunders. نسخة محفوظة 2020-04-18 على موقع واي باك مشين.
4. ↑  Acute Confusional State; Dr. Gurvinder Rull; patient.info; Document ID/Version/Reference: 1714/22/bgp2104; updated: 13 Jan 2009; accessed: when?. "نسخة مؤرشفة". مؤرشف من الأصل في 2020-04-18. اطلع عليه بتاريخ 2020-04-18.{{استشهاد ويب}}:  صيانة الاستشهاد: BOT: original URL status unknown (link)
5. ↑  Hufschmidt، A.؛ Shabarin، V.؛ Zimmer، T. (ديسمبر 2009). "Drug-induced confusional states: the usual suspects?". Acta Neurologica Scandinavica. ج. 120 ع. 6: 436–8. DOI:10.1111/j.1600-0404.2009.01174.x. PMID:19804475.
6. ↑  Etgen، T.؛ Sander، D.؛ Bickel، H.؛ Sander، K.؛ Förstl، H. (2012). "Vitamin D Deficiency, Cognitive Impairment and Dementia: A Systematic Review and MetaAnalysis" (PDF). Dement Geriatr Cogn Disord. ج. 33: 297–305. DOI:10.1159/000339702. PMID:22759681. مؤرشف من الأصل (PDF) في 2019-08-08.

### باللغة العربيَّة
1. 1 2 3 4 5 6 7  "ترجمة (Confusion) في موقع القاموس". القاموس. مؤرشف من الأصل في 2020-04-19. اطلع عليه بتاريخ 2020-04-18.
2. 1 2 3 4  يُوسف حِتّي؛ أحمَد شفيق الخَطيب (2008). قامُوس حِتّي الطِبي للجَيب. بيروت، لبنان: مكتبة لبنان ناشرون. ص. 99. ISBN:995310235X. {{استشهاد بكتاب}}: الوسيط |تاريخ الوصول بحاجة لـ |مسار= (مساعدة)
3. ↑  "ترجمة (Confusion) في المعجم الطبي الموحد". مكتبة لبنان ناشرون. مؤرشف من الأصل في 2020-04-18. اطلع عليه بتاريخ 2020-04-18.